# レンターテ・スル・セーヴェゾ
レンターテ・スル・セーヴェゾ（伊: Lentate sul Seveso）は、イタリア共和国ロンバルディア州モンツァ・エ・ブリアンツァ県にある、人口約16,000人の基礎自治体（コムーネ）。
2009年にミラノ県からモンツァ・エ・ブリアンツァ県に移された。

## 地理

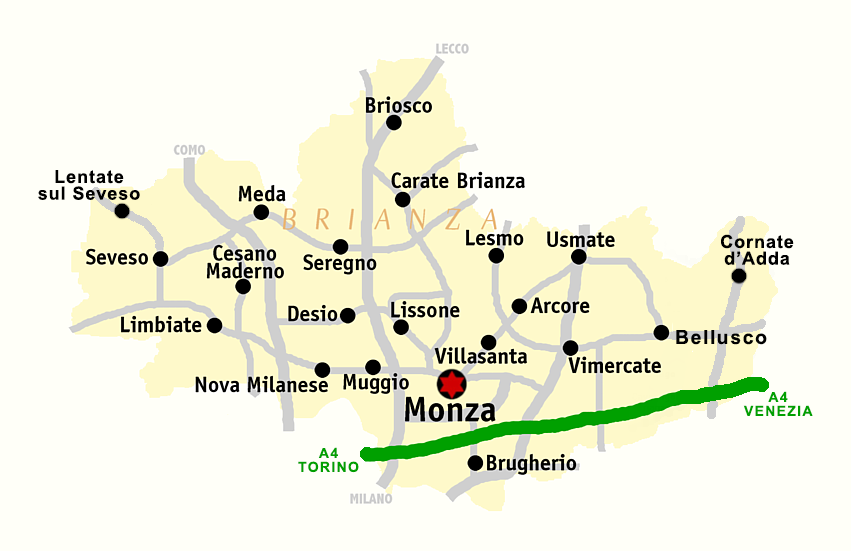
モンツァ・エ・ブリアンツァ県概略図

### 位置・広がり
モンツァ・エ・ブリアンツァ県北西部に位置するコムーネで、コモから南南東へ約14km、県都モンツァから北西へ約16km、州都ミラノから北北西へ約25kmの距離にある。

#### 隣接コムーネ
隣接するコムーネは以下の通り。括弧内のCOはコモ県所属を示す。
- バルラッシーナ
- カビアーテ (CO)
- カリマーテ (CO)
- チェルメナーテ (CO)
- コリアーテ
- ラッツァーテ
- マリアーノ・コメンセ (CO)
- メーダ
- ミジント
- ノヴェドラーテ (CO)

### 気候分類・地震分類
気候分類では、zona E, 2521 GGに分類される。
また、イタリアの地震リスク階級 (it) では、zona 4 (sismicità molto bassa) に分類される。

## 行政

### 分離集落
レンターテ・スル・セーヴェゾには、以下の分離集落（フラツィオーネ）がある。
- Birago, Camnago, Cimnago, Copreno